# Zach Roerig
Zachary George "Zach" Roerig (* 22. února 1985, Montpelier, Ohio, USA) je americký herec. Jeho nejznámější role jsou Casey Hughes v seriálu As the World Turns, Hunter Atwood v One Life to Live a Matt Donovan v seriálu Upíří deníky.

## Osobní život
Narodil se v městě Montpelier v Ohiu Andree a Danielovi Roerigovým. Zack má také mladší sestru Emily, která se narodila v roce 1989. Navštěvoval Barbizon School of Modeling v Clevelandu a přihlásil se do Mezinárodní modelové a talentové asociace, kde podepsal smlouvu se svým pozdějším talentovým manažerem. Absolvoval Montpelier High School, kde hrál fotbal a také dělal wrestling. Během dospívání pracoval pro svého otce a dědečka ve Fackler Monuments, kde dělal náhrobky.

## Kariéra
Od 18. ledna 2005 do 2. května 2007 hrál roli Caseyho Hughese v seriálu As the World Turns. Casey byl synem dvojice Toma a Margy Hughesových a během jeho přítomnosti v seriálu byl členem populárního páru, jehož ženskou polovinu ztvárnila Alexandra Chando. Po svém odchodu přijal roli Huntera Atwooda v seriálu One Life to Live. V ten samý rok později ze seriálu odešel. Poté se několikrát objevil v populárním pořadu Světla páteční noci jako kovboj Cash. Během let 2008 až 2017 hrál roli Matta Donovana v televizním seriálu Upíří deníky. V roce 2017 si zahrál ve dvou dílech seriálu X-Men: Nová generace.

## Osobní život
Má jedinou dceru, narozenou roku 2011, se svojí ex-přítelkyní Alanou Turnerovou. Během let 2016 až 2017 chodil s herečkou Nathalií Kelley, se kterou se seznámil na natáčení Upíří deníků.

## Filmografie

### Film
| Rok  | Název                       | Role           | Poznámky            |
| ---- | --------------------------- | -------------- | ------------------- |
| 2005 | Flutter Kick                | Jason Matthews | jako Zachary Roerig |
| 2007 | Tie a Yellow Ribbon         | Teenager Joe   |                     |
| 2008 | Dear Me                     | Adam           |                     |
| 2008 | Atentát na střední          | Matt Mullen    |                     |
| 2008 | Official Selection          | Americký voják | krátkometrážní film |
| 2014 | Fields of Lost Shoes        | Jack Stanard   |                     |
| 2016 | 2BR02b                      | Edward Wehling | krátkometrážní film |
| 2017 | Kruhy                       | Carter         |                     |
| 2017 | The Year of Spectacular Men |                |                     |
| 2017 | The Outer Wild              | Laird          |                     |
| 2019 | The Last Full Measure       | mladý Ray Mott |                     |

### Televize
| Rok       | Název                  | Role                  | Poznámky                              |
| --------- | ---------------------- | --------------------- | ------------------------------------- |
| 2006      | The Prince             | Taft                  | TV film                               |
| 2006      | Split Decision         | Grady Love            | TV film                               |
| 2004      | Zákon a pořádek        | Rollerblade Messenger | díl: „All in the Family“              |
| 2005–2007 | As the World Turns     | Casey Hughes          | 274 dílů                              |
| 2006      | Deník zasloužilé matky | Man at wedding        | díl: „Dvě svatby a pohřeb“            |
| 2007      | One Life to Live       | Hunter Atwood         | 13 dílů                               |
| 2007      | U nás ve Springfieldu  | Alex                  | díl: „#1.15105“                       |
| 2008–2009 | Světla páteční noci    | Cash                  | 6 dílů                                |
| 2009–2017 | Upíří deníky           | Matt Donovan          | Vedlejší role, 171 dílů               |
| 2016      | The Originals          | Matt Donovan          | díl: „Behind the Black Horizon“       |
| 2017      | X-Men: Nová generace   | Pulse/Gus             | 2 díly                                |
| 2018      | Legacies               | Matt Donovan          | díl: „This Is the Part Where You Run“ |